# Julius Emmerich

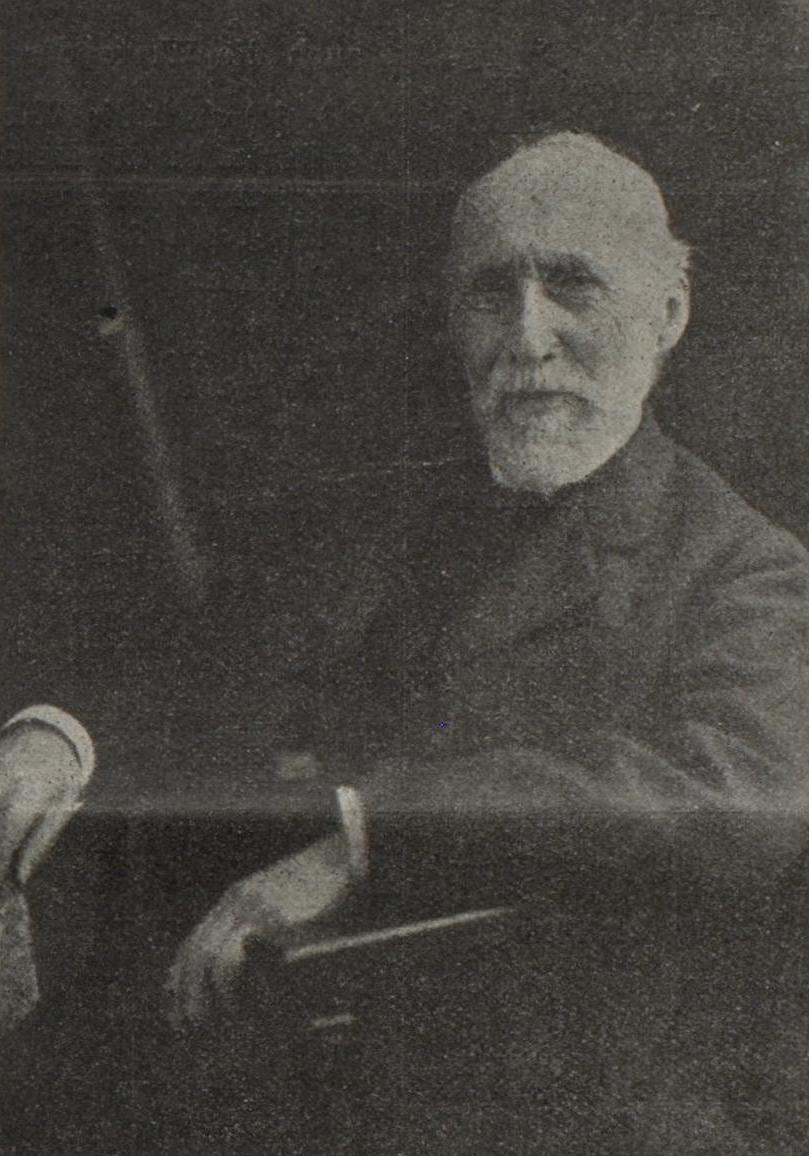
Julius Emmerich

Julius Adolf Ferdinand Emmerich (* 22. April 1834 in Trier; † 30. September 1917 in Zehlendorf) war ein deutscher Architekt und preußischer Baubeamter. 

## Leben
Julius Emmerich studierte von 1853 bis 1856 an der Berliner Bauakademie bei Karl Bötticher und Johann Heinrich Strack. Er erhielt 1861 den Schinkelpreis des Architekten-Vereins zu Berlin für einen Entwurf zum Umbau des Kronprinzenpalais. Emmerich war im preußischen Staatsdienst tätig, bis 1870 arbeitete er in Düsseldorf als Land-Baumeister, danach als Bauinspektor in Berlin und dort seit 1880 als Regierungs- und Baurat in der Ministerial-Baukommission (Dezernent für Hochbau). Von 1883 bis 1904 betreute er die Filialbauten der Reichsbank im gesamten Reichsgebiet. 1904 trat er in den Ruhestand, war aber noch bis 1914 für die Reichsbank tätig.
1881 wurde er Vorstandsmitglied des Architektenvereins und seit 1886 war er Mitglied der Preußischen Akademie des Bauwesens. 1891 erhielt er den Titel „Geheimer Baurat“. Außerdem wurde er mit der Ehrendoktorwürde (Dr.-Ing. e. h.) ausgezeichnet.
Der Architekt Paul Emmerich war sein Sohn.

## Bauten in Berlin
- 1869/70: Bauleitung beim Erweiterungsbau des Ministeriums für öffentliche Arbeiten, Wilhelmstraße 79
- 1872 und 1874/75: Umbau des Preußischen Abgeordnetenhauses, Leipziger Straße 75/76
- 1873–1876: Umbau des Innenministeriums, Unter den Linden 72/73
- 1874: Vollendung der Zwölf-Apostel-Kirche, Genthiner Straße
- 1874/75: Erweiterung des Herrenhauses, Leipziger Straße 3
- 1883–1914: Bauten der TH in Charlottenburg; Klinikum und Universitäts-Institute Ziegelstraße; Völkerkundemuseum; Kultusministerium; Bauten im Botanischen Garten; Pergamon- und Kaiser-Friedrich-Museum; Gebäude der Akademie der Künste; Packhof an der Moltkebrücke; Kirchenbauten
- 1892–1894: Erweiterung der Reichsbank (Hauptverwaltung der Reichsbank), Jägerstraße (Bauleitung: Max Hasak)